# 裏切りは僕の名前を知っている
『裏切りは僕の名前を知っている』（うらぎりはぼくのなまえをしっている）は、小田切ほたるによる日本の漫画作品。通称『裏僕』。『月刊Asuka』（角川書店）にて、2005年11月号から2017年6月号まで連載された。
10巻は限定版（特装表紙、ドラマCD、トートバッグ）が通常版に先行して予約発売された。11巻発売時には単行本帯に全巻違った着ボイスをダウンロードできるQRコードが付随した。
2010年4月11日から9月19日までテレビアニメが放送された。また、ゲーム化に加え、3度にわたり舞台化された。
本作は耽美な世界観のもと、輪廻転生を繰り返しながら悪魔と戦う人々を描いた、基本的には女性向けの作品である。作者が腱鞘炎等の治療に専念するため長期休載していたが、2017年に一旦完結した。

## あらすじ
千年以上昔の『黄泉の落日』から敵対関係にある、特殊能力を持つ『祇王一族』と『悪魔（デュラス）』。その戦いは数百年ごとに繰り返されていた。
養護施設で生活する天涯孤独な高校生・桜井夕月は、時折触った相手の感情を読める特殊な能力を持っていた。そんな彼の前に現れた、どこか懐かしさを感じる美貌の青年『ゼス』。ゼスは夕月に、死を招く紅い月の夜、“ワルプルギスの夜”には外に出てはならないと忠告する。
ある日、夕月のもとへ祇王天白と名乗る人物が訪れ、夕月が特殊な能力を持つ一族・『祇王家』の人間であること、自分達の仲間の所へ来てほしいということを告げる。当初は拒む夕月だったが、自らの運命を受け入れ、祇王一族と共に『悪魔（デュラス）』と戦うことを決意する。

## 登場人物
※声優は、ドラマCD版・テレビアニメ版共通。舞台は、舞台版キャストで特筆がなければ全公演に出演。

### 主要人物
『祇王』の「祇」の文字は「示」に「氏」が正しい表記。
祇王 夕月（ぎおう ゆき）
声 - 保志総一朗 / 幼少時代 - 田中晶子 / 舞台 - 大河元気
4月21日生まれ（朝陽院に拾われた日）。牡牛座、16歳。O型。身長169cm。高校1年生。趣味：武道の稽古、囲碁、将棋（院長先生直伝）。囲碁・将棋部所属。好きな食べ物：白いご飯、魚。嫌いな食べ物：酢の物
祇王天白に弟として引き取られるまで、姓は『桜井（さくらい）』であった（由来は不明）。
本作の主人公。生まれたばかりの頃に朝陽院の前に捨てられ、以後15年間そこで育つ。時折触れた人の感情を読んでしまう能力を持ち、それによって随分苦しんだこともあったが、真っ直ぐに成長した。しかし、脅迫状が届き始めた頃から感情の高ぶりを抑えられなくなると、無意識のうちにテレキネシスを発動させ、孤児院のガラスを割ってしまったり、教室の蛍光灯を割ってしまったりと新たな悩みを抱えることに。年少児への面倒見もよいことから孤児院の先生たちには頼りにされ、子供達にも慕われる。だが、ほとんど表には出さないだけで、心の奥底には「自分は要らない子供だったのではないか」という疑念を抱え、自分を「必要」とする場所に執着していた。そのため、天白が彼を引き取りに訪れてからは、孤児院から離れることをためらっていたが、ワルプルギスの夜の事件を機に、孤児院の子供たちをこれ以上巻き込まないためにもと一族へ合流した。
お人好しで天然気味な性格だが、意志が強く仲間想い。ルカたちの掛け合いに対して呆れる一面も。学業成績も優秀。院長の手ほどきで将棋や武道を嗜み、アニメ版では武道系の大会で3位入賞しているなど、その腕前はかなりの模様。悪意を持って迫ってくる者に対して「手荒なことはしたくない」と言いながらも、反射的に武道の技をかけてしまう癖がある。
癒しの力『神の光』の能力者で、悪魔に負わされた傷は夕月にしか治すことができない（なお、味方（祇王一族）から受けた傷は癒せない）。ツヴァイルトにとっては悪魔から守る対象であり、悪魔と戦う時の要となる存在。手ずから作った物は「お守り」になるため、ツヴァイルトには守護石を中心に飾った十字架のペンダントを、ルカには守護石が分からなかったため中心部が薔薇の飾りになった十字架のペンダントを作って渡している。
天白に引き取られてからは、十瑚や九十九といった学生ツヴァイルトのほとんどが通う泉摩利学園高等部へ転入。将棋を嗜んでいたため天才美少年プロ棋士として名高い黒刀のことは知っていたが、芸能人であるリアと斎悧のことは知らなかった。
前世の記憶はほとんどないが、初めて会った時からルカに対しては懐かしさを憶えており、心を許している。最初は自身の能力をうまく使えず、感情が高ぶった時などに無自覚に暴走させたこともあるが、ある事件をきっかけに意図的に結界を張ることが出来るようになった（アニメでは彼が結界を張る描写はない）。また、戦闘においては、直感的に防御の術や癒しの術を発動させることがある。なお、京都で愁生発見時にも、愁生が張った緊急避難用の結界を解除するという高度な術を発動させた。『神の光』の能力者はその存在だけでツヴァイルトの支えになっているのだが、「戦い方を覚えておらず、ただ守られている自分はみんなを不安にさせていないか、お荷物になっていないか」と考え込むことも多い。
前世の事を思い出そうとすると頭痛がするが、誰にも頼らずに思い出そうと黄昏館を探検中にたどり着いた部屋で1通の古い手紙を見つけてしまい、その悔恨を綴った手紙は夕月の心に影を落とす。しかし、その直後に「十瑚・愁生が行方不明」という一報が入り、もやもやを抱えたまま京都へ旅立つことに。愁生発見後、京都本家の元老である式部珀幽から「孤児院に捨てたのは天白」だと告げられ驚くが、その後自分が生まれた際の真相を『戒めの手』から聞き、「自分は望まれて生まれた」ことを悟る。
兄のように慕っていた相手が宿敵・泠呀だったことに一時苦悩するも仲間とともに戦うことを選ぶ。斎悧に歴代の「神の光」の末路を教えられてもその決意は揺ぎ無かった。
作中では黒刀と将棋を指す場面があるが、8巻舞台裏4コマにおいて、愁生とはチェスを、焔椎真とは対戦格闘系TVゲームをやっており、どちらもそこそこ強いらしい。棋力は黒刀曰く「奨励会に入れるレベル」（アマチュアトップクラスの意）とのこと。現在泉摩利学園に編入してきた黒刀を囲碁・将棋部に誘った。
ユキ
声 - ゆかな
夕月の前世で、祇王一族の姫。『神の光』の能力者。ルカとは恋人同士だった。ルカのために新しい主人（マスター）になることで契約を上書きし、ルカの前の主人との契約を強引に破棄したらしい。転生を繰り返し悪魔と戦い続けることに苦しんでいた節がある。過去においては戒めの手といえども自由に面会できない遠い存在だった。本当は夕月と同じ字で「ゆうづき」と読むが、常にユキと呼ばれている。
夕月は、夢を介して前世の記憶を垣間見たり、もう1人の自分とも言うべき彼女の声を幻聴として聞いたりすることがある。
邪眼が効かない（転生者である夕月も同様）。前世の十瑚とは友人で、一緒にお風呂に入ったりしていたらしい。常に警護に囲まれた孤独な生活を強いられていたが、よく屋敷を脱走しては何かやらかしていた模様。
ルカ＝クロスゼリア
声 - 櫻井孝宏 / 舞台 - 汐崎アイル
身長189cm。外見年齢は20歳前後くらいで、黒髪に銀色の瞳を持つ美青年。通り名（コードネーム）は『ゼス』。本名はもっと長い。好きな食べ物：ジャンクフード。嫌いな食べ物：なし。
罪人一族の子孫で上級悪魔（オーパスト）。悪魔でありながらも今世より一つ前の戦いから人間側の仲間となる。魔剣『ROXASS（ロクサス）』の使い手。非常に強大な魔力を持ち、天白曰く「簡単な魔術なら呪文なしで使える」ほどの能力を持つ。前世においてユキとは恋人同士で、彼女が夕月として転生してから15年間、影で見守り続けていた。現在は夕月を主人（マスター）として契約を結んでいる。
無愛想でそっけない性格だが、夕月が前世の記憶を失っていても関係ないと言い切るほど大切に思っていて、夕月には柔らかい態度で接する。また、夕月が祇王一族に迎えられてから、十瑚など他の人間に対しても優しさを見せることがある。夕月が前世の記憶を取り戻す事を恐れる一方、望む心との間で懊悩している。
左腕にクロスゼリア一族に刻まれる『XX（ダブルエックス）』の刻印を持つ。通常は茶褐色の印であるが、ルカの印はかつての主が施した術の影響で赤い色をしているため『魔王の血の十字架（ブラッディ・クロス）（魔王に愛されし者）』と呼ばれている。なお、下級悪魔が彼の血をエネルギーにしようとすると、刺激が強すぎて死んでしまう。
耳につけているピアスの牙形のほうにロクサスやソドムを封印している。耳の横につけているのは能力制御ピアスで制御呪文が刻まれている。
手の爪は伸縮自由で爪切りは不要。
ソドム
声 - 宮坂俊蔵（大） / 石川桃子（小） / 舞台 - 井川花林（vol.2、vol.3）
ルカの眷属の獣王。戦闘時は本性である巨大なドラゴンの姿だが、それ以外の場所では魔力を温存するため、こうもり羽と悪魔を思わせる尻尾が生えた黒い小動物（夕月曰く「省エネ型」）や、狼のような大型の獣、人間（子供）の姿になることが多い（キャストは大型獣の姿のみ宮坂で、その他は石川が担当）。「キラキラ（光るモノ）」を好み、よくカラスが集めたそれらに手を出しては返り討ちに遭っている。
人間時の容姿は癖のある黒髪に浅黒い肌の少年だが、猫耳と悪魔を思わせる尻尾が付いており、本人曰く消せない（未熟で魔力が足りない子供であるため。ルカ以外の相手とおしゃべりしたくて、人間への変化を練習しているらしい）。また、夕月に懐いており、小動物時、大型獣時は喋れないが、人間時は夕月を「ユッキー」と呼び、ルカを「マスター」と呼ぶ。
魔界にいた頃、ゴモラという兄によくいじめられていたが、空中で繰り広げられる兄弟げんかを鬱陶しがった主の命を受けたルカとその手勢によって兄は殺されてしまう。自身は「ルカの眷属にして欲しい」という願いを聞き入れられ、現在に至る。

### 戒めの手（ツヴァイルト）
叢雨姉弟、焔椎真、愁生は泉摩利学園高等部に通う。夕月に続き、黒刀、リアも転入してきた。焔椎真と夕月、黒刀はクラスメイトでもある。
叢雨 十瑚（むらさめ とおこ）
声 - 井上麻里奈 / 舞台 - 知念沙也樺（vol.1、vol.3）
6月22日生まれ。蟹座。17歳。A型。身長165cm。高校2年生。趣味：アクセ集め、お菓子作り。好きな食べ物：パスタ。嫌いな食べ物：内臓系、辛い物。
九十九の姉。九十九とペアを組む攻撃専門のツヴァイルト。まっすぐなロングヘアーが特徴の少女。当初部活は無所属だったが、リア編入後はテニス部マネージャー。
別名：聞き識る者。特殊能力は『神の耳』で、物の記憶を聞き取ることが出来る。また、同じ能力を持つ九十九とはテレパシーのような会話をすることがある。対悪魔武器は幅広の剣『永久（エオン）』。武器を封印した指輪は左手人差し指。
弟想いで心優しいが、ルカや焔椎真など一部の人間に対して気が強く短気な一面もある。また、自分より学年が下なツヴァイルトが多いため自分がしっかり振舞おうとするなど、責任感の強い一面も併せ持つ。赤い花が好き。
夕月とは仲が良く、「夕月ちゃん」と呼ぶ。名前を知った当初の夕月に「さん」づけされて他人行儀だと言い放ち、逡巡した末の「ちゃん」づけで喜んでいる。また、ルカのことが気になっている様子（本人曰く『昔好きだった人に雰囲気が似ている』）。学校で愁生と一緒にいることが多いため付き合っていると噂されていた。それについて、子孫を残すためのツヴァイルトの宿命から愁生との縁談が持ち上がる可能性が高いため、本人は内心複雑な模様。
幼い頃に交通事故で両親を失っており、両親の命日が自分の誕生日であることで、事故死するきっかけとなったであろう当時の自分の態度を今でも悔いている。また、九十九とは戦闘時や別行動時に何かしらの約束事を毎回必ず交わしてゆびきりをしている。
修学旅行の最中に、本家へ顔を出すことになっており、愁生と共に宿を抜け出した後、一般人を襲っては血を吸っているらしい謎のデュラスに襲われた人を助けるべく交戦するが、愁生が比較的軽傷の彼女を逃がすべく崖から突き落としたため、川の下流にある河原に流れ着き、意識を失って倒れているところを近隣の住民に発見されて病院に搬送される。しかし数日意識不明の状態であった。愁生発見後は愁生の捜索を行っていた夕月、九十九、焔椎真とともに京都本家へ移り、東京へ戻る夕月と共に姉弟で帰ってきた。
叢雨 九十九（むらさめ つくも）
声 - 福山潤 / 舞台 - 苅羽悠（vol.1、vol.3）
10月10日生まれ。天秤座。15歳。O型。身長177cm。高校1年生。趣味：テニス、動物の世話。好きな食べ物：甘い物、果物。嫌いな食べ物：匂いの強い物。
十瑚の弟。十瑚とペアを組む保守専門のツヴァイルト。銀髪の少年。テニス部所属。
別名：聞き識る者。特殊能力は『神の耳』で、十瑚より程度が高く、動物の声や人の心の声も聞き取ることができる。対悪魔武器は銃『弔いの鐘（ネル）』。通常は銀色だが、解縛や緊縛などの術を使うときは術で黒く変え、相手を磔にするように釘のような鋲を打ち込む。武器を封印した指輪は右手中指。
十瑚とは対照的にやや無表情で、性格ものんびりしているように見えるが、姉想いで十瑚には深い愛情を注いでいる。その溺愛ぶりは共同生活を送っている橘らにも引かれるレベル。また普段から姉を「十瑚ちゃん」と呼んでおり、それが原因で自分のファンクラブの女生徒達に十瑚との仲を誤解されたこともある。夕月にも優しくしており仲が良い。
甘いものやスナック菓子が好きらしく、チョコ等をいつも持ち歩いている。
「眠り姫症候群」の調査中、十瑚と別行動をしていてデュラスの使い魔に襲われた男を助けようと単身で交戦した時に、ジキルとハイドを従えた泠呀に遭遇し瀕死の重傷を負うも、限界まで能力を使った夕月に癒され一命を取り留めた。
蓮城 焔椎真（れんじょう ほつま）
声 - 小野大輔 / 小学生 - 津村まこと（ドラマCD） / 幼少時代 - 藤村歩（TVアニメ） / 舞台 - 川隅美慎（vol.1、vol.3）
8月1日生まれ。O型。身長182cm。高校1年生。
愁生とペアを組む攻撃専門のツヴァイルトで、愁生とは幼馴染同士。金髪でピアスを幾つか開けている、野生児的な印象の少年。
別名：焼き焦がす者。特殊能力は『神の声』で、声に自分の意志を乗せることができる。別名の由来は、特殊能力を発動させた場合、対象を炎で焼くことからと思われる。対悪魔武器は、ゆらめく炎のような形をした剣『神技（マスターストローク）』。武器を封印した指輪は右手親指。
幼少期に度々自覚のないまま能力を発動させて人を傷つけてしまい、周囲のみならず両親にさえ疎まれてしまったために、中学時代には自分の能力を憎悪しており、自らの体をその能力で燃やし自殺を図ろうとしたが、愁生によって止められた。それ以来自らが負わせた愁生の火傷痕を気にし続けていたが、現在は夕月のおかげで吹っ切れている。家族は両親の他に弟がおり、いじめられていた弟を助けようとしていじめっ子に放った言葉に対して無意識に能力を使ってしまったのが最初の暴走らしい。
もともとは明るい性格で人気者だったが、転校先でも能力のことが周囲の噂になるようになってからは遠巻きにされ、愁生以外に心を開かず生きてきた。そのため、愁生に何かあると取り乱して無鉄砲な行動に出ようとすることがある。意地っ張りでぶっきらぼうな物言いのため周囲からは誤解されやすいが、心根は優しい。また、幼馴染であり良き理解者でもある愁生には頭が上がらない一面も。
夕月に対し、当初は前世同様にツヴァイルトの本能である「『神の光』を敬慕する」という感情を持ちながらも素直になれず、噛み付き拒絶するような態度をとっていたが、あるきっかけによって夕月に対する態度を改め、彼に心を開くようになった。
最初の頃はルカとは犬猿の仲だった。また、黒刀とは始終喧嘩している。
前世での名は「威統（いづな）」。前世で戒めの手が減った時、長老達が意図的に戒めの手を増やそうと試み、当時女性だった愁生との間に戒めの手の素質を持つ子供を作ろうとしたが、結局子供は出来なかった。
著者の次回作「四ノ宮くんには理由がある」にも登場。26歳になっており、その時点では夕月たちとは別れている模様。
碓氷 愁生（うすい しゅうせい）
声 - 宮野真守 / 小学生 - 高梁碧（ドラマCD） / 幼少時代 - 同左（TVアニメ） / 舞台 - 山本一慶（vol.1）、松本慎也(StudioLife)（vol3）
1月5日生まれ。B型。身長179cm。高校2年生。
焔椎真とペアを組む保守専門のツヴァイルト。焔椎真とは幼馴染同士で一つ年上。弓道部所属。
別名：見通す者。特殊能力は『神の目』で、水晶球を通して人間や物を見つけ出したりすることが出来る。術を使う際の媒介にも水晶球を用いる。対悪魔武器は刃の部分が透明な双剣『罪と罰（クライ・クロウ）』。武器を封印した指輪は右手人差し指。
文武両道に秀で、成績は学年トップ。やや緑がかった茶髪が特徴の端整な容姿と知的で気品溢れる佇まいから学校では「王子様」「貴公子様」と称され、女子生徒の憧れの的である。風紀委員長はじめ複数の生徒会の役職を兼任。そのため休み時間も放課後も多忙を極める。
主要ツヴァイルトの中でも博識で、「ペアとなったツヴァイルト同士は同調率を高めている」ことも知っており、今では知る者が少ないという緊急避難用の結界についての知識もある。また、「これまで女性だった夕月が男性として生まれ変わったこと」にも何かあると感じていたり、「天白は今回の戦いを最後の戦いにしようと考えている」と推測している。
冷え切った家庭で親に愛情を注がれず育ったため、心の内をあまり表に出さない。家を飛び出した焔椎真を度々勘を頼りに探し出すなど、幼い頃から焔椎真を唯一の心の拠り所としているが、その事も胸の内深く秘めていた。体には能力で自殺を図った焔椎真を救う際に負った火傷の傷跡がある。また、前世では女性だった事がある。
家族と暮らしていた頃から食事は義務のひとつでしかなく、食べても「美味しい」と思ったことはなかったらしい。そのため食は細く、生気も薄かったが、夕月や黒刀らの合流がきっかけで変わり始めた。
「男子生徒行方不明事件」の調査中、焔椎真に思いを寄せている女生徒が、焔椎真が持っていたハンカチを愁生のそれとは知らずにおまじないに使用したため、偶然アシュレイの元へ召喚され、同時に発生していた「眠り姫症候群」とのつながりを知る。その後は両方の黒幕であったアシュレイにツヴァイルトであることがバレて拷問され、深い夢の中に落とされてしまうが、救助に来た焔椎真の呼びかけで目覚めた。
修学旅行中に十瑚と共に謎のデュラスに襲われ、近隣の山中にデュラスを誘導することまではできたが、出血多量の重傷を負い、十瑚を崖から突き落とす形で逃がした後行方不明になる。その後捜索に来た焔椎真、夕月らによって救出されたが、発見時、重傷に加えて「戒めの手」にしか解除できない緊急用結界の発動条件が原因で仮死状態だったため、一時命が危なかった。夕月の力で危篤状態は脱したがその後も長く意識が戻らず、目覚めてしばらくも焔椎真とともに京都本家にいる。
蓬莱 黒刀（ほうらい くろと）
声 - 神谷浩史 / 幼少時代 - 水原薫（TVアニメ） / 舞台 - 玉城裕規（vol.2、vol.3）
高校1年生。かつて鎌倉本邸で修行していた攻撃専門のツヴァイルト。
別名：疾き者。特殊能力は『神の足』で、目にも留まらぬ速さで移動することが出来る。対悪魔武器は黒刀『奈落（イザナギ）』。武器を封印した指輪は右手薬指。
女性にも見える容貌をしている、史上最年少でプロ棋士となった、将棋を知らない人でも知っている程の有名人。段位は五段。棋界の将来を背負う逸材として活躍していたが、悪魔との戦いに備えるため六段昇級が掛かったタイトル戦の最中に棄権し、プロ棋士を引退した。
前世では自分の目の前でパートナーを、今世では自分を守り育ててくれた伽藍や門下生たちを殺されたため、カデンツァを激しく憎むが、同じ上級悪魔であるルカは「仲間」として認めている。また、そのパートナーの指輪を鎖に通して大切に持っている（後に正式なパートナーとなった千紫郎が身につける）。パートナーを失った後は長く独りで闘ってきたが、今世では共通の目的を持ち、唯一心許せる相手となった千紫郎とペアを組む。
資産家の家に生まれたが、前述のカデンツァとの因縁が原因で幼い頃から家族に疎まれており（伽藍曰く「養育を放棄している」）、戒めの手としての修業を始める頃に見かねて引き取った千紫郎の祖父・伽藍と千紫郎から深い愛情を注がれて頑なな心を次第に開いていくようになった。将棋も伽藍の手ほどきで覚えた。
性格はルカや焔椎真と似ており、人見知りが強く少々生意気でなかなか素直になれない。その焔椎真とは喧嘩友達のような関係。夕月のことは初対面時の言動から「（千紫郎と同じ）天然系」と分析し、やや苦手意識を持っていた。打ち解けると案外面倒見がいいという一面も持つが、長い間、周囲にいる者を死へ導く「死神」と呼ばれていたことが影響し、心の奥には深い傷を隠している。
和菓子が好物で千紫郎が選んだ和菓子や手作りの物を特に好んでいるが、素直に喜びを表現しない。なお、高慢かつ直接的な物言いになりがちなため、潜入および内偵に向かないことは自覚している。
当初は千紫郎とともに鎌倉本邸にいた。黄昏館に移ってからは泉摩利学園高等部に編入。夕月、焔椎真と同じクラス。夕月に誘われ、囲碁・将棋部に入るが将棋の指導は拒み続けている（夕月とは個人的に指すらしい）。なお、囲碁に関しても部員4人を同時に相手して、一人勝ちする腕前である。これまで孤独な戦いを強いられてきたため、屈託なく話しかけてくるクラスメイトや部活の仲間に戸惑っている。
千紫郎と黄昏舘に移ってからも、亡き伽藍の教えである「食事は全員で集まって摂るもの」を信念としている。
降織 千紫郎（ふるおり せんしろう）
声 - 日野聡 / 幼少時代 - 大浦冬華（TVアニメ） / 舞台 - 緑川睦（vol.2、vol.3）
美大一年生で挿絵描きのアルバイトもしている保守専門のツヴァイルト。黒刀のパートナー。今生より加わる新人だが数百年ぶりの逸材。祖父・伽藍が師範を務める武道場で黒刀と共に暮らしていた。自動車運転免許を持つ。
転生組ではないため特殊能力はないが、対悪魔武器は『混沌（メギルヴァーダ）』という筆で、それで宙に描いたものを具現化し式として操れる他、緊縛や解縛といった術の発動にも使う。また、大鎌（デスサイズ）を武器として近接戦を行う。武器を封印した指輪は左手小指。
性格はいたって温厚で世話好き（黒刀のような「心に影を持ち」「手間がかかりそう」なタイプを見るとお世話したくなるらしい。現在の該当者は夕月と焔椎真。ただし、焔椎真については愁生の言）。料理が得意で、付き合いが長い黒刀の複雑な好みを把握しており、黒刀の世話を甲斐甲斐しく焼いている。また、九十九と黒刀の組み合わせを「ほのぼの」と評し、旅館「十六夜楼」へ行った際は少し離れて2人を観察していたことも。11巻収録の番外編では夕月、黒刀、ソドムの組み合わせを「囲ってみたい」などと口走る。なお、方向音痴である。
彼もまたカデンツァに家族を殺されており、激しく悪魔を憎んでいる。家族を殺されて以来「『戒めの手』に加わり仇を討つ」と、血の滲むような努力を重ねて4年越しでその努力を実らせるが、私恨で戦うことに迷っていた節もある。また、唯一同じ時間を共有してきた黒刀とは何があっても共に在る決意を固めている。夕月の叔母にあたる椿姫とはかつて親同士が決めた婚約関係にあり、「戒めの手」に加わるための修行を始めた頃に解消したが、現在でも親しい友人として付き合い続けている。
鎌倉本邸から黒刀と共に黄昏館へ移住してきた。夏期休暇が始まる前に美大を休学し、イラストやデザインの仕事をしている。黒刀曰く「専門は日本画」だが、見よう見まねで描いたファンタジー小説のイラストの受けがよく、現在はあるシリーズの挿絵を担当。
乙撫 リア（おとな リア）
『音撫りあ（おとなし りあ）』の芸名で活動している女子高生アイドル。20人くらいのグループのメンバーだったことが10巻で判明。
海外で斎悧と共に2週間の短期任務「魔道書（グリムワール）回収」に就いていた。今は回収した魔道書を渡した後、黄昏館に帰宅。
特殊能力や保守・攻撃どちらであるかは不明だが、武器を封印した指輪は左手薬指。
帰国後は戦いに備えて芸能界を引退し、泉摩利学園高等部に編入。十瑚と共にテニス部のマネージャーとなる。なお、校内では「普通の学生生活を」と教員からのお達しがあったにもかかわらず、テニス部員を中心として抜け駆けを図ろうとする生徒が多いため、部活終了後は夕月や黒刀も合流して集団で下校している。
十瑚と仲がよい。また、上述の短期任務から帰宅した際のお土産としてルカにネコ耳カチューシャを渡す、夕月には発売前の自身の写真集を見せるなどテンションが高い性格だが、雷は苦手。
直近の前世でパートナー（兄）が戦死したため、今世から斎悧とペアを組む。前世までは兄のような「硬派で誠実な人」がタイプだったが、あるきっかけから斎悧の「秘密」を知ったことで彼を見る目が変わり、良き理解者となった。以来斎悧に片思い中だが、斎悧はツヴァイルトの使命としてだけではない、個人的な感情から夕月の方を優先しようとしがちであるため、「このままじゃ斎悧が壊れる」と心配している。斎悧が囚われていた地下牢からいなくなった後、「いつか絶対斎悧を見つける」という誓いと共に髪をボブ程度まで切った。
神命 斎悧（しんめい さいり）
声 - 遊佐浩二
大学一年生であり人気俳優。芸名は『神木 サイリ（かみき サイリ）』。グループアイドルだったリアとは異なり、「代わりがいない」ため、黄昏館帰宅後も芸能活動は続けている。そのため、ツヴァイルトの仕事とドラマ収録などの日が重なったりするとかなり多忙。
リアと一緒に海外で魔道書（グリムワール）回収任務に就いていた。今は回収した魔道書を渡した後、黄昏館に帰宅。神命正宗は従兄弟。
攻撃・保守どちらかは不明だが、特殊能力は『神の目』。愁生のそれと区別して『邪眼』と呼ばれ、人に暗示をかけたり記憶の操作をする。対悪魔武器は湾曲した片刃の刃の中央に十字架を模した持ち手がついた2本一組の武器『眩暈（レダ）』。武器を封印した指輪は左手中指。
前世での名は「諒祈（あさぎ）」。『黄泉の落日』の次の戦いから戒めの手となり、ずっと独りで活動していたが、今世からリアとペアを組む。前世でリアの兄の死に深く関わっている様子。また、前世ではルカとの間にユキを巡っての因縁があったようで、現在ルカと非常に険悪な関係であり、夕月にも複雑な感情を抱いている。
一見軽薄に見えるフェミニスト。だが、リアによると「本心を隠すのが上手い」だけとのこと。芸能人になった理由は焔椎真曰く「女にモテたいから」だと思われていたが、リア曰く「黒刀がプロ棋士になって活躍しているのを見て、自分も自由にしていられるうちに社会に出てみたかったからで、働ければどこでも良かった」らしい。カフェのウェイターなどから手当たり次第に職を転々とするが全部本人のせいではない女性問題で退職となり、芸能事務所にスカウトされたというのが真相。
母親がいなかったため、家事全般を一通りこなせる。母親が出て行った理由は父親が10人も愛人を持っていたためで、母の顔も「もう覚えていない」らしい。そのためか従兄弟である神命正宗の母・迦耶子をとても大切にしている。しかし、彼女の夫である叔父がカデンツァの召喚、制御に失敗した後から、元老院による神命家への風当たりが強くなっており、迦耶子が中学生連続死事件の真犯人だと判明した後に京都本家の地下牢に囚われてしまう。その後京都本家を見舞った騒ぎの中で行方不明に。
朧（おぼろ）
前世での黒刀のパートナー。上級悪魔（通称カデンツァ）に殺された。彼の死は黒刀の中で大きなトラウマとなっている。

### 祇王一族
祇王 天白（ぎおう たかしろ）
声 - 子安武人 / 幼少時代 - 桑島法子（TVアニメ） / 舞台 - 三木崇史
12月17日生まれ。B型。身長183cm。
祇王一族の総帥にして預言者（ウァテス）。千年以上前の『黄泉の落日』からずっと生きており記憶を維持し続けている。左頬に『黄泉の落日』の時に受けた傷の跡が残っている。表世界で活動する時は眼鏡をかけていることがある。
一族きっての能力者で悪魔召喚士（ネクロマンサー）。魔道書『ソロモンの鍵』の所有者。
絶対禁忌の『失われた術』を施し、体内に悪魔を宿した不老不死の身体を持つ。『戒めの手』が死を迎えるときに転生の秘術を施したり、『神の光』の能力者を転生させるための秘術を施してきた人物でもある。
実は、一族がかつて研究していた「魔王クラス」の悪魔召喚に失敗したあと、その悪魔の組織の一部を埋め込まれ、その上で邪眼による記憶の隠蔽を施されていた、「ヒトと悪魔のキメラ」というべき存在であり、神命正宗の人格を乗っ取る形で蘇った朱佐玖（すざく）の邪眼で本来の記憶を開放され、悪魔側につく。
定期的に「予言の儀式」を行って関係各所に指示を出しているが、正しい解釈には知識と経験、直感が必要なため、解釈の難しい予言もあるらしい。
アニメ版では、体内に宿した悪魔が暴れるためか度々体調を崩し、聖水に浸かって痛みを鎮めたりしていたが、苦しむ姿を誰にも見せたがらず、その事実を唯一知る冬解に心配されていた。
祇王 橘（ぎおう たちばな）
声 - 三木眞一郎 / 舞台 - 石橋脩平（vol.1）
『黄昏館』の館長。いつも奇抜な帽子を被っており、明るく軽い性格だが、在住者のことをきちんと見ている。
天白のことは「総帥」と呼んでいるが、ツヴァイルトは男女を問わず名前を「くん」づけか、あだ名（例：ほっつー（焔椎真）、つっくん（九十九）等。もともとは作者が呼び始めたあだ名）をつけて呼んでいる。
帽子を取りたがらない理由は、本人曰く「自分が人間じゃない事がばれるから」。自称Aランクの上級悪魔で、天白に召還され下克上を試みるも徹底的に叩きのめされ主従の契約を交わす。天白との契約条件は「絶対に俺に嘘をつくな」だというが、「こんな設定ならかっこいいと思わない？」と茶化したままで真相は謎のまま。
藤原 彌涼（ふじわら いすず）
声 - 成田剣 / 舞台 - TETSUYA（Bugs Under Groove）（vol.1）
『黄昏館』の医務室に勤務している祇王一族の主治医。悪魔につけられた傷の有効な治療法を研究している他、悪魔の絡む事件に巻き込まれた人たちの記憶を消す薬も開発した。癖のある髪を伸ばしてうなじの辺りでひとつにまとめ、無精髭と眼鏡、よれた白衣といういでたちが多い。また、医務室は大抵彼の私物で足の踏み場もない状態である。
黄昏館に住む面々の健康管理も担当しており、悪魔の肉体にも興味を持っていてルカを見ると「調べさせてくれ!」と医務室に連れ込もうとすることもある（もちろん抵抗される）。
昔は海外を飛び回っていたらしい。また、天白を呼び捨てにしたり妙なあだ名で呼んだりと言動が不遜なため鎌倉本邸の執事・冬解とは犬猿の仲。
式部 為吹（しきべ いぶき）
声 - 天野由梨
天白の有能な秘書。夕月の母親・観月の妹でもある。
式部 椿姫（しきべ つばき）
声 - 桑島法子 / 舞台 - 小谷早弥花（Vol.2）
観月と為吹の妹。千紫郎とは親が決めた許婚同士であったが、千紫郎がツヴァイルトになる決意をした時に婚約を解消した。
千紫郎より5歳年長。また、長姉観月との年の差は10歳くらい（観月が夕月を妊娠中に8歳）。気が強い性格で男嫌いだが甥にあたる夕月のことは可愛がっている。また、本邸で修行していた神命正宗とも仲が良い。
呉羽 冬解（くれは ふゆとき）
声 - 浜田賢二
鎌倉にある祇王本邸の執事。非常に優秀な執事であり、優れた陰陽師でもある。オフタイムには前髪を下ろしている。実は愁生とメル友。
幼い頃より天白に絶対の忠誠を誓っており、天白に執事として仕える事を誇りとしている（天白は「酔狂」と評した）。
呉羽 綾（くれは あや）
声 - 矢作紗友里
冬解の妹。黄昏館で世話係として働いている女性。普段は着物を着ているが、リアが黄昏館に帰宅した際はお土産であるメイド服を着た。十瑚とは仲が良く、一緒にお風呂に入ったりなどしている。
遠間 克己（とおま かつみ）
声 - 岡本信彦
黄昏館で働くコックの青年。ツヴァイルトのような特殊能力は持たないが祇王一族の1人。彌涼や橘にはよくイジられる。イタリアで修行していたらしく料理の腕は良いのだが、トマト嫌いの焔椎真やいつでもお菓子を持ち歩いている九十九に振り回される苦労人。千紫郎がやって来てからは2人で料理をすることも増えた。
神命 正宗（しんめい まさむね）
声 - 浅沼晋太郎
鎌倉本邸で修行中の悪魔召喚士見習い。高校2年生。十瑚に好意を寄せている。
4年前、彼の父・朱佐玖が上級悪魔「カデンツァ」を召喚して伽藍邸の惨劇を引き起こした咎により一族から母と弟共々追放されたが、それがきっかけで母・迦耶子が病に倒れたため、悪魔召喚士となる事を条件に天白に一族への復帰を許可された。亡父が起こした事件の事を深く悔いている。
斎悧とリアが海外から戻って正式にペアとなり全ての戒めの手が揃った折、次の戦いから前線に出る事を天白から許可された。以降、父の形見でもある魔導書『ゴエティアの鍵』を扱う。しかし、部外者除けの結界が張ってある黄昏館へ自由に出入りできないらしく、黄昏館でのミーティングの際は在住者である従兄・斎悧に連れて行ってもらうのが「一番ラク」だという。
弟の同級生の連続不審死事件の真犯人が母親だと知った後、夕月ともに最後のターゲットを追い詰めに行った母親を追うが、泠呀と対峙した際に、父の人格に体を乗っ取られてしまい、最後は天白とともに魔界へ去ってしまった。
神命 迦耶子（しんめい かやこ）
斎悧の叔父（父親の弟）の妻。夫亡き後、女手ひとつで正宗・大和兄弟を育てていたが、大和が事故死した春に病に倒れる。元々体が弱いところがあり、正宗はそれが心配の種。「神の光」である夕月を心のよりどころとしている。「畏怖するような厭なものは感じない」からと、ルカを怖がらない、一族の中では珍しい人物でもある。
一族から追放された家族を立て直すため父と同じ道を選んだ長男を心配し、兄を「正義の味方」と尊敬していた次男が自殺したことで完全に精神の安定を欠いていた。次男の同級生から死の真相を知らされ、憎しみの感情に囚われたところを泠呀に付け込まれ、夢の中で出会った泠呀から魔導書を受け取り、真相を教えてくれた同級生の協力を得て復讐を始める。持てる魔力を全て使って中級悪魔2体を召喚、そのうちの1体を復讐の実働に使い、1体と融合していた。最後はその姿を見た夕月が無意識に召喚した「剣」で斬られ、消滅する。ツヴァイルトによれば、それは何代か前の神の光が苦悩の末生み出した剣で、それで斬られた悪魔と融合した者の魂は悪魔から分離し、輪廻の輪に乗ることが出来るらしい。
神命 朱佐玖（しんめい すざく）
正宗・大和兄弟の父にして当時最強と称された悪魔召喚士で、伽藍邸の惨劇を引き起こした張本人。本家にすら隠していた邪眼の能力者でもあり、正宗の身体を乗っ取る形で蘇り、ツヴァイルトらには知らせず鎌倉本邸にこもっていた天白に、その力で本来の記憶を思い出させた。
碓氷 熾束（うすい しづか）
愁生の従兄弟で京都本家に在籍。叢雨兄弟の師匠。容姿は愁生に似ており冷静沈着な立ち居振る舞いだが、皮肉は辛辣。十瑚・愁生捜索に参加する。
悪魔召喚士でも戒めの手でもない彼が悪魔に対抗する戦力を持つために、片腕に呪符を貼り、契約した悪魔を体内に封じている。なお、封印を解いて力を使うことは寿命が削られることを意味する（契約の代償が「残りの寿命」であるため）。
十神家の生まれであるため、生まれるのが数年遅ければ戒めの手候補だった彼と狼は、戒めの手の人生が能力の覚醒などで狂わされていくのを目にしていたため、一緒に戦うことを望んだという。
黎泉 狼（れいぜん ろう）
京都本家に在籍。焔椎真・愁生の師匠。神戸出身の27歳独身。容姿は野性的で、病院で焔椎真にいきなり背後から蹴りを入れるような、熾束とは正反対の立ち居振る舞いをし、熾束に「この師弟は祇王一族の恥部」と辛辣な言葉を投げられる。
ルカとは熾束と共に一度会った事があり、十瑚・愁生の捜索に参加する。
熾束同様、片腕に呪符を貼り、契約した悪魔を体内に封じて非常時の戦力としている。天白が京都本家を襲撃した際、要救助者を助けに行って命を落とした。
呉羽 智秋（くれは ちあき）
京都本家を預かる執事。姓が同じ冬解・綾兄妹との関係は不明。
式部 珀幽（しきべ はくゆう）
京都本家を預かる式部家の当主にして、天白に意見できる立場である「元老」の一人。
夕月のそばに上級悪魔であるルカがいることが気に食わず、元老の何人かと結託してルカを追い出そうと画策している模様。実際は姿を隠した天白を総帥の座から引きずり降ろそうともしていたらしく、最後は真実を知らされた天白に殺される。

### 主要人物の関係者
観月（みづき）
夕月の母親。「十神家」の一つ「式部家」の生まれで、19歳で自ら志願して『神の光』の能力者を転生させるための母体となり、夕月を産んだ直後に死亡。しかし夕月は当初、父親の名前を頑なに言わぬまま生まれたばかりの夕月を連れて姿を消したと教えられていた。京都本家の元老が朝陽院に預けたのは天白だと夕月に告げるが、夕月が東京に戻る頃に天白側がしばらく連絡がつかない状態となり、詳細は不明。末妹・椿姫によれば「観月姉はお腹の中のあんた（夕月）を大切にしてた」とのこと。
神命 大和（しんめい やまと）
正宗の弟。4月（夕月が祇王一族に合流する前）に、通っていた中学の校舎4階の窓から転落死。中学3年だった。その後、同学年の不良グループのメンバーが立て続けに上野公園内で死亡するという事件があり、校内では「彼が呪ったのでは」という噂が立つ。
院長先生
声 - 高岡瓶々
養護施設・朝陽院の院長。夕月を赤ん坊の頃から育てた。囲碁、将棋、武道を嗜み、夕月も幼い頃より手ほどきを受けた。子供達を心から愛し見守る。夕月の言動から察するに、夕月は院長先生を心底尊敬している模様。
伽藍（がらん）師匠
声 - 塚田正昭
千紫郎の祖父で唯一の肉親。自宅で道場を開いている。孫である千紫郎と黒刀の師匠であった。
生家で疎まれ孤独に育ったため頑なに心を開かない黒刀に深い愛情を注ぎ「家族に『バカ』はいかん」「1人で生きていけないのはよく分かっているじゃろう」と窘めるなど、黒刀を実の孫同様に育てた。千紫郎の許婚であった椿姫は度々道場に出入りしていたため、面識がある。
この道場は『戒めの手』の修行場であると同時に、悪魔の襲撃から『戒めの手』を守るための人材を育てる場所でもあったらしく、非常時に使用する蔵のような離れがある。門下生も複数同居していたため食事は当番制だった。千紫郎の料理上手はここに由来するらしい。「食事は全員で集まって摂るもの」が信条（ルカの証言もある）で、黒刀はそれを今も信念として守っている。
将棋が趣味で黒刀に将棋の手ほどきをし、黒刀が奨励会で昇段・昇級する度に将棋仲間に自慢して回っていた。アニメでは史上最年少（中学生と思われる）でプロ棋士となった折、自宅で盛大な祝賀会を開いた。
4年前に『戒めの手』である黒刀と後のことを託した千紫郎を離れの扉に結界を施して守りきり、上級悪魔によって殺された。その死に様はルカをして「潔い」と言わしめた。

### 上級悪魔（オーパスト）
ルカ＝クロスゼリア
（※詳しくは上段の主要人物の項目を参照）
アシュレイ
声 - 植田佳奈 / 舞台 - 新良エツ子（vol.1）
泠呀に召喚された少女の悪魔。愁生曰く「上級悪魔でも三流（ランクA）」。ゴスロリ調の服装をしている。「勝手に動くな」という泠呀の命に背き、街で占いの館を開いて、依頼人としてやってきた少女達の想い人を術で集めては自分の操り人形とし、依頼人の少女達を幸せな夢の世界に落としていた。これが「男子学生行方不明事件」と「眠り姫症候群」の正体である。偶然愁生を手に入れたことで、『戒めの手』に取引を持ちかける。なお、愁生のような美形が好みらしい。
廃墟となった遊園地に拠点を構え、集めた少女たちの霊体からエネルギーを吸収しながら力を蓄えていた。その後、愁生を救出にきた焔椎真と交戦し、「愁生が自ら死を望んだ」と告げて焔椎真を怒らせる。しかし愁生を失うという恐怖に負けてうまく戦えない焔椎真を自らの髪で動きを封じてとどめを刺そうとした瞬間、焔椎真の叫びを聞いて覚醒した愁生の反撃に遭う。2人のコンビネーションに苦戦したところをジキルとハイドの乱入により一時救われるが、最後は合流したルカの一撃で消滅した。
アニメ版では夕月と焔椎真が捕らわれた愁生の下にたどり着いた際、対峙した焔椎真を自らの髪を使って動きを封じて苦しめるも、拷問の後夢の世界に落とした愁生が目覚めたことがきっかけで2人に敗北、消滅した。
ジキル
声 - 大原崇  / 舞台 - 大岩主弥（Vol.1）
アシュレイと同時期に召喚されたらしい男の悪魔。上級悪魔（ランクA）。棘のついた輪をブーメランのように飛ばして攻撃する。
泠呀と共に九十九を襲撃し、重傷を負わせる。その後、アシュレイと交戦中の焔椎真を狙い、愁生に怪我を負わせたのち、泠呀と戦う天白・夕月の下へ行かせまいと、2人で焔稚真・愁生ペアを足止めする。
アニメ版ではアシュレイが消滅後ハイドとともに現れ、焔椎真・愁生ペアと交戦、片腕を焔椎真に切り落とされる。その後現れた泠呀によって氷の腕を得て、原作同様2人で焔稚真・愁生ペアを足止めするが、最終的に消滅。
ハイド
声 - 中西英樹 / 舞台 - 押見啓太（Vol.1）
ジキル同様アシュレイと同時期に召喚されたらしい男の悪魔。上級悪魔（ランクA）。槍で攻撃する。ジキルとはほぼ左右対称の、よく似た容姿をしており、大抵は組んで行動する。ジキル消滅後は単独で行動している。
アニメ版では、アシュレイ消滅後に交戦した愁生の術で体を壁に縫い止められるも、泠呀が現れたことにより解放され、再度交戦するが決着はつかず、最後は泠呀に従って撤退。
エレジー
声 - 皆川純子 / 舞台 - 岡田あがさ（Vol.2、Vol.3）
ルカを追ってきたらしい、上級悪魔（ランクS）。将軍（ジェネラル）クラスの両性具有の悪魔。男性時は美少年、女性時は妙齢の美女の姿をとる。
鎌倉で夕月の傍を離れたルカの前に突如として姿を現し、仲間に引き入れようとするが失敗したため「所詮犬ね」と蔑み、交戦する。主な武器は鞭。また、ルカのかつての主とも面識を持つらしい。ルカの記憶からユキの幻覚を作り出し、使い魔に襲わせるなどしてルカを翻弄するが、ルカの刻印に施した術の残滓から実体化したユキに本体の位置を見つけられ、ルカに深手を負わされた。夕月のことはルカが丸くなったきっかけである人間として敵視している。
アニメ版では女悪魔として登場。祇王本邸周辺にいたルカに自分の気配を追わせ、顔をあわせてからは愛をささやき、仲間に引き入れようとするが、ルカがずっとユキ（ひいては夕月）のことしか見ていないため、原作同様交戦する。が、単純な戦闘力ではルカにかなわず、ユキの幻覚を見せ、ルカの戦意を喪失させるものの、気配を察知した九十九と十瑚にルカ殺害を阻止された。
カデンツァ
声 - 黒田崇矢 / 舞台 - 岩﨑大(StudioLife)（vol.2、vol.3）
黒刀の前世でのパートナーを殺した、赤い長髪を持つ上級悪魔（ランクS）。将軍（ジェネラル）クラスの男の悪魔。黒刀曰く「最強最悪 悪魔界一イカれた狂人野郎」。「主人（マスター）殺し」の異名を持つ。
4年前には神命正宗の父親に召喚され、召喚主のほかに伽藍師匠とその門下生を殺している。かつての戦いでわざと生かした「黒刀（クロガタナ）の『戒めの手』」に執着しており、「俺が憎いなら殺しに来い」と告げたことがある。
鎌倉市内にいた夕月、千紫郎、黒刀の元に「挨拶に来た」と礼装で現れ、戦闘態勢に入った3人と交戦し、ギリギリの状態まで追い込む。その最中に現れた、召喚主である泠呀に咎められるが、同ランクのエレジーと自分、さらにはルゼを同時に制御するために魔力を分散させていることを逆手に取り、泠呀の「召喚主の呪縛」を破り、悪魔界に強制送還する「最後の審判」の発動も阻止して下克上を狙うも、エレジーに深手を負わせて脱出してきたルカの攻撃を受け、さらに突如泠呀の傍に現れたルカの弟・ルゼに阻止された。
アニメ版では、泠呀の命令を無視して神社境内で夕月を狙い、彼の張った結界に気づいてやってきた黒刀・千紫郎ペアと交戦。魔術をほとんど使わない状態で、あと一歩まで2人を追い込み、夕月を殺そうとするが、原作同様に突如現れた泠呀に咎められ、「召喚主の呪縛」を使われる。それを破り、下克上を狙った直後、ルカや他の『戒めの手』が夕月らに合流、彼らと対峙した泠呀に促され、撤退。
ルゼ＝クロスゼリア
声 - 立花慎之介 / 舞台 - 山下玲央（vol.2）
ルカの双子の弟。ルカと眸の色が違い、深い紫（アメジスト）。ルカとは対照的に髪が長い。『剣王ルゼ』の異名を持つ。そのルカとは以前の主人が同一（魔王ランクのルシファー）で、後に夕月の手を借りて泠呀と契約し直す。
血の繋がりのせいか互いの存在を感じ取ることが出来るが、幼い頃に引き離されたこともあってルカとは数回しか顔をあわせたことがないらしい。
ルカの代わりとして泠呀の仲間になったのがルゼである。

### 四聖人
祇王 有王（ぎおう ありおう）
祇王一族選りすぐりの能力者である4人のトップに立つ指導者。魔導書『エノクの鍵』の所有者。千年前の『黄泉の落日』に行方不明となる。
祇王 天白（ぎおう たかしろ）
（※詳しくは上段の祇王一族の項目を参照）
祇王 泠呀（ぎおう れいが） / 若宮 奏多（わかみや かなた）
声 - 石田彰 / 幼少時代 - 井口裕香（TVアニメ） / 舞台 - 根本正勝
AB型。身長178cm。
大学生兼グラフィックデザイナー。高校2年まで夕月と同じ施設で育つ。夕月が兄のように慕っている存在であり、彼自身も夕月を大変可愛がっていた。しかし後に、転生前の泠呀としての記憶と能力が目覚め、夕月とは敵対関係となる。
本作における祇王一族の宿敵とされる人物。凄まじい魔力を持つ悪魔召喚士であり、魔道書『ラジエルの鍵』の所有者。かつて天白とは親友同士だった。千年前の『黄泉の落日』における彼の裏切りにより、祇王一族と泠呀が召喚した悪魔との激しい戦いが始まった。
祇王一族の母親と上級悪魔の父親との間に生まれた禁忌の子。人間と悪魔の混血のため強大な魔力を持ち、そのため周囲から畏怖され一線を引かれていた。
『黄泉の落日』以降、祇王一族との戦いによって魔力が底をつくと何百年も眠ることを繰り返していたが、肉体に限界が来たことを悟ると自身に転生の秘術を施し1度生まれ変わるも、転生した肉体が取り戻した魔力と魂に耐えきれなかったらしく再び秘術を施し、『若宮奏多』として生まれ変わった。施設に来る前から魔道書『ラジエルの鍵』を持っていたが、成長し泠呀としての記憶と魔力が戻るまで読む事ができなかった。現在は悪魔界にいることが多く、彼が人間界に来ることは稀である。
夕月に奏多の名を呼ばれるたび「若宮奏多の名は捨てた」と言い放つが、奏多だった頃夕月に孤独を癒された記憶がいまだに彼を苛んでいるようで、夕月との会話では無意識に一人称が「私」から「僕」に戻ってしまう事もある。
ルゼを伴い「若宮奏多」として夕月に会いに来た際に、ツヴァイルトらに『黄泉の落日』の真実を教え、魔王ランクの悪魔ルシファーの召喚を阻止するため、『ラジエルの鍵』ともども、ツヴァイルト側に拘束されることを選ぶ。
祇王 夜御（ぎおう よみ）
声 - 佐久間紅美
已故の女性。泠呀、天白とは親友同士だった。千年前の『黄泉の落日』で泠呀に殺害されたとされていたが、奏多として夕月らに真実を告げた泠呀によれば、ある事情のため当時の元老院の手で殺されたとのこと。

## 作中用語
祇王一族（ぎおういちぞく）
代々特殊な能力を持つ家系で、知られざる影の存在ながらも政財界に影響を与えている。現在は天白が総帥として一族を率いている。夕月や『戒めの手』のメンバーも祇王一族である。元は京都に本家を構えていたが、政治経済の中心が東京に移ったことにより現在は鎌倉に本邸を構え、総帥である天白が住んでおり、“祇王一族の力の源”である『神の霊石』がある、京都本家を現在管理しているのは式部家。
祇王一族は祇王家を頂点とした『十神家』で構成され、特殊能力を保持する為に血族内での婚姻を繰り返している。特にツヴァイルトはツヴァイルト同士の婚姻が望ましいとされている。十神家は以下の通り。「祇王家」「神命家」「叢雨家」「蓮城家」「碓氷家」「蓬莱家」「降織家」「乙撫家」「式部家」「黎泉家」。
神命家は祇王家に次ぐ強力な能力者を輩出してきた家系である。しかし4年前にカデンツァを召喚し制御に失敗した正宗の父親の咎により、正宗兄弟と母親は一族から追放された。その後、母が倒れたため正宗が悪魔召喚士になることを条件に天白に保護を約束され、現在に至る。なお、泠呀の血筋も元をたどれば神命家であるらしい。
江戸時代、幕府の命で江戸の町の要所に悪魔の侵入を防ぐための結界を張っており、現在も警視庁などから情報機関『終焉の盾（ワールド・エンド）』にもたらされた、普通であれば死ぬはずのない場所で人が死ぬ、発見された時の状況に反して遺体の状態が酷いなどの不審な事件の捜査にツヴァイルトなどを介入させ、悪魔の仕業かどうかを見極めることもある。
ルカは1つ前の戦いから祇王の陣営に加わっているが、本来敵である上級悪魔であるため本邸の関係者の中にはルカの存在をよく思わない者もいる。
神の光（かみのひかり）
夕月が持つ能力。悪魔の攻撃で受けた傷を癒し戦う力を回復させることや、防御術などによる戦闘補助が行える能力。ただし、傷を癒す際は、対象者の体から自分の体に傷を移し替える方法を取るため、傷の度合いによっては痛みに苦しんだり、力を注ぎすぎて倒れることもある。斎悧によれば、歴代の『神の光』は戒めの手たちの傷を癒し続けた結果、引き受けた痛みや苦しみに耐えきれず、最後は狂い死ぬ。
この能力を持つ者は代々天白が行う「神降りの儀」によって、祇王一族の中でも力の強い女性を母体として転生する。戒めの手たちにとっては主であり、守るべき存在。祇王一族の切り札であるため、かつてはその身を護る戒めの手といえども簡単に面会できない存在だったが、先代の能力者であるユキは黄昏館で戒めの手たちと暮らしていた過去があり、当代の夕月も現在は戒めの手たちと行動を共にする。
戒めの手（ツヴァイルト）
祇王一族の中でも特に強力な能力を持つ者達の総称。運動能力や治癒力なども普通の人間とは比べ物にならないほど高い。悪魔を狩る役目を負っている。能力を保持するために秘術による転生を繰り返す。しかし、悪魔に殺された者は魂ごと消滅してしまい、転生することは不可能となる。その戦闘力は生命力に依るところが大きく、戦いに際して対悪魔武器を使い、特殊能力を使うということは自らの寿命を削るのと同じこと。そのため悪魔に殺されずとも概して短命で、気力体力の充実した10代の頃に戦えるよう、天白が転生時期を調整している。『黄泉の落日』から戦っている、特殊能力を持つ者は特に「オリジナル」と呼ばれる（斎悧は『黄泉の落日』の次の戦いから参戦しているが、当時はあまり血が薄まっておらず特殊能力の邪眼を持っていたため例外的にオリジナルの方に入るらしい）。その特殊能力ゆえか、転生組は「自分の存在そのものが、自分が大切に想う周囲の人間に不幸をもたらし、時には死へ導く」という認識を持つ。また、『黄泉の落日』当時、転生組のほとんどは天白に従って悪魔の討伐に行っていたため、里へ戻ってきたら火の海だった、というくらいしか覚えていないという。
本能的に『神の光』の能力者の傍で命令を受けられることを喜びと感じ、『神の光』の存在自体に救われている。そのため、自分達の要でもある『神の光』が諸事情で自分達の目の届かないところに行けばテンションが下がり、能力を使ったことによる疲労等で倒れた場合は心配し、「自分達が未熟なせいだ」と極端なまでに落ち込む。
7歳になると師匠の元で修行を始める。原則的に攻撃専門と保守専門の二人一組で行動し、戦死者が出たりしない限り、ペアの変更はほぼない。また、ペアは精神的な同調率を高めているため、第六感めいた勘で相手の存在を感知することが出来る。各自身に着けている指輪に呪文（スペル）を練り込み、対悪魔武器を封印している（後述）。この呪文は前世の自分が決めた言葉であり、そのまま武器の名前となる（ただし、武器の形状はその時々によって異なるらしい）。なお、ツヴァイルトの持つ対悪魔武器は所持者にしか使えず、所持者は重さを感じない。
また、その能力は悪魔以外のいわゆる「霊的なモノ」にも一応効果があるらしく、黒刀と千紫郎はいわゆる「狐憑き」の少女を相手に除霊めいたこともやってのけた（ただし完全に浄化できるわけではないので、本式の浄化は陰陽師である冬解に委ねられた）。
黒刀と千紫郎のペアのように片方が今世から参戦する新人である場合、戦死した前任者の指輪を引き継ぐ儀式を行う必要があるが、指輪（直前に身に着けていた前任者）に認められるほどの絆を結べていなければ指輪を身につけることは出来ない。
戒めの手の指輪
シンプルなデザインの銀の指輪で、刻まれている文字は「AGLA（汝は強大にして永遠なり）」と持ち主の名前。これに各自武器を封印している。また、指輪をどの指に嵌めているかはそれぞれ違う（上段の戒めの手の項目参照）。
結界（ロックセプト）
保守専門ツヴァイルトのみが使える術。原作では夕月も使えるようになった。ある一定の範囲の空間を異次元へ隔離し、部外者の侵入を妨げる。この空間内で破壊されたものは術を解くと修復される。
解縛（かいばく）
保守専門ツヴァイルトのみが使える術。人間に取り憑いている悪魔を人間から引き剥がし、結界の中に閉じ込める。
既に実体化している悪魔に対しては同様に「緊縛」という術を使い、動きを封じる。術者によってその形態は異なり、九十九は十字架に磔にするように、愁生は檻に閉じ込めるように具現化する。どちらも悪魔の能力が高ければ破壊されることがある。
聖護盾（ハーロ・ウォー）
『神の光』のみが使える最強の防御術。カデンツァ曰く「『神の光』の得意技」。ただし、魔力をかなり消費するので長時間発動させることは難しい。
神の癒し手（かみのいやして）
舞台版で登場した、『神の光』が使える回復術。複数の仲間を同時に回復させる。仲間が分散していても使える。複数人を同時に癒し、戦う力を補充するため、『神の光』本人の負担は大きい。
黄昏館（たそがれかん）
夕月や戒めの手達が共同生活を送る洋館。敷地には天白の住む鎌倉本邸同様結界が張ってあり、一般の人間が入ることは出来ない。都内新宿付近某所にあるようだが地図には載っていない。遠間曰く、ここで働けることは「一族の者にとって名誉なこと」。
戒めの手の中では焔椎真・愁生ペアが最も早く移住してきたらしいが、その当時から橘が館長を務めている。
インフェルヌス
悪魔界の総称。悪魔達はここから人間界へ何者かによって召喚されるか、あるいは突発的に現れる。
悪魔（デュラス）とその階級
悪魔（デュラス）は、インフェルヌスの生命体の総称。ただし、下級悪魔は、条件が合致すれば人間界で自然発生することもある。基本的に中級以上の悪魔は召喚されない限り人間界に現れることはない。人間界では悪魔と呼ばれるが、インフェルヌスでは“誇り高き者”を意味する種族名。
心に闇を持つ人間に取り憑き、その人間の禍々しい思いを取り込むことによって能力が上がる。悪魔に取り憑かれた人間は、体の何処かに黒っぽい痣のようなもの（「血の刻印」）が浮かんでいるが、分かりやすい位置にあるとは限らない。また、能力の高さによって階級分けして呼ばれているが、ランク付けは祇王家が便宜上行ったもの。
下から「下級悪魔（ニーダトレヒ）（ランクE、F）」「中級悪魔（ミッドヴィルン）（ランクB、C、D）」「上級悪魔（オーパスト）（ランクA、S、SS）」と呼ばれる。階級の高い悪魔ほど、この世のものとは思えないほど美しい人型をしている。また、ランクAより強い上級悪魔は上から順に「貴族」（ランクSS）、「将校」（ランクS）とも呼ばれ、貴族より上（ヒエラルキーの最上位）に魔王クラスの「ランクU」が存在する。この「U」は「Unknown」（未知）や「Unidentified」（未確認）を意味する。
本名を知られるのは支配される事であるため通り名を使い、本当の名前を知るのは本人と契約主だけ（親兄弟であっても知らない）である。
悪魔召喚士（ネクロマンサー）は、その本名を知り支配下に置いた悪魔や竜など妖魔を使役する。上位の悪魔ほど召喚・制御には膨大な魔力が必要であり、呪縛から逃れようと下克上を狙われやすい。
魔道書（グリムワール）
悪魔召喚士が召喚の際に用いる本。悪魔の本当の名前が羅列されている。作中では泠呀が用いる『ラジエルの鍵』（表紙が水色系）の他、天白が用いる『ソロモンの鍵』（表紙が赤系）、神命正宗が用いる『ゴエティアの鍵』、リアらが海外から回収してきた物などが確認されている。また、かつて有王が所持していた『エノクの鍵』と呼ばれる物は『黄泉の落日』以来行方不明とされていたが、終盤にて京都本家に保管されていたことが判明。『ラジエルの鍵』・『ソロモンの鍵』・『エノクの鍵』の3冊は、最高クラスの魔道書である。この3冊と使い手が揃った時、魔王クラスの悪魔ルシファーが召喚できると言われていた。
京都の祇王本家には魔導書ばかりを集めた図書館があり、関係者しか出入りできないよう不審者対策が施されている。
黄泉の落日（よみのらくじつ）
千年以上前、平安時代に起こった祇王一族と悪魔の戦い。四聖人のうち2名をはじめ、里の半数が殺された。以後、悪魔との戦争は数百年ごとに繰り返されており、戦いの時期になると『戒めの手』は転生の秘術により現世に呼び戻される。
ワルプルギスの夜
年に一度、人間界での悪魔の魔力が高まる日の夜を指す。事故や殺人が起こりやすくなる。別名『死を招く紅い月の夜』。
ブランド・ゼス
クロスゼリア一族が生まれて間もなく腕に刻まれる印のこと。ブランドは“刻印”で、ゼスは“罪深き者”の意。大昔に祖先が大罪（人間に同胞の名を売り渡した）を犯したことにより、クロスゼリア一族は子々孫々まで生まれた時から罪人・奴隷として扱われる。血族婚を繰り返したため、エレジーに「醜い存在でありながら、純血であるが故に美しい存在」と評された。
ルカの刻印が赤いのは、前の主人（魔王クラスの悪魔）が契約時に、彼を独占する目的で自身の血を使った契約を刻印に施したから。そのため、ユキによって契約が強引に破棄され、夕月と契約している現在でも、完全に破棄されたとは言えないらしい。
泉摩利学園（いずみまりがくえん）
学生ツヴァイルトの大半と夕月が通う私立学校。守護の女神の加護を受けているため、敷地内に悪魔が立ち入ることは出来ない。学年によってネクタイの色が異なる。高等部のほかに中等部もあるらしい。
高等部の保健医は特殊能力を持たない祇王一族の女性で、ある程度ツヴァイルトの事情を知っている。
朝陽院（あさひいん）
夕月が当初暮らしていた児童養護施設。院長が武道を嗜むためか、敷地内に道場がある。高校を卒業したら退所する決まりになっていて、奏多は高校2年の時に施設を出ている。夕月は当初、一足先に自立している奏多への憧れもあって、新居とする予定のアパートを探していた。

## テレビアニメ
2010年4月11日から9月19日まで、チバテレビほかにて放送された。全24話。

### スタッフ
- 原作 - 小田切ほたる（角川書店 月刊「ASUKA」連載中/あすかコミックスDX刊）[1]
- 監督 - 桜美かつし[1]
- プロデューサー - 小林潤香、鈴木智子、福田順、青木絵理子、松本美緒、松倉友二
- アニメーション制作プロデューサー - 大橋正夫
- シリーズ構成 - 高橋ナツコ[1]
- キャラクターデザイン - 中山由美[1]、松浦麻衣
- 総作画監督 - 中山由美[1]
- 色彩設計 - 村永麻耶
- 美術監督 - 栫ヒロツグ
- 撮影監督 - 岩井和也
- 編集 - 西山茂
- 音響監督 - 明田川仁
- 音楽 - 海田庄吾
- 音楽制作 - FlyingDog, Inc.
- アニメーション制作 - J.C.STAFF[1]
- 製作 - 「裏僕」製作委員会

### 主題歌
オープニングテーマ
「裏切りのない世界まで」（第1話 - 第14話）
作詞 - 留歌 / 作曲・編曲 - 都啓一 / 歌 - Rayflower
「イニシエ」（第15話 - 第24話）
作詞 - 留歌 / 作曲 - 都啓一 / 編曲 - 都啓一、Rayflower / 歌 - Rayflower
エンディングテーマ
「蒼い糸」（第1話 - 第14話）
作詞 - 留歌 / 作曲・編曲 - 都啓一 / 歌 - Rayflower
「絆」（第15話 - 第24話）
作詞 - 田澤孝介 / 作曲 - 都啓一 / 編曲 - 都啓一、Rayflower / 歌 - Rayflower

### 各話リスト
| 話数     | サブタイトル           | 脚本                | 絵コンテ             | 演出                 | 作画監督                   |
| -------- | ---------------------- | ------------------- | -------------------- | -------------------- | -------------------------- |
| Story 1  | 刻、動き出す           | 高橋ナツコ          | 桜美かつし           | 高島大輔             | 中山由美                   |
| Story 2  | 永劫の調べ             | 高橋ナツコ          | 桜美かつし           | 平尾みほ             | 植田和幸                   |
| Story 3  | ワルプルギスの夜       | 高橋ナツコ          | 桜美かつし           | 橋本敏一             | 松浦麻衣                   |
| Story 4  | 帰らぬ日々 白き明日    | 渡邊大輔            | 桜美かつし           | 桜美かつし           | 冷水由紀絵                 |
| Story 5  | 新たな出逢い           | ハラダサヤカ        | 高田耕一             | 平田豊               | 佐々木睦美                 |
| Story 6  | 光と絶望の境目         | ハラダサヤカ        | 高田耕一             | そーとめこういちろう | 中野涼子                   |
| Story 7  | 黄昏館                 | 高橋ナツコ          | 桜美かつし           | 鈴木健太郎           | 緒方浩美                   |
| Story 8  | ブランド・ゼス         | 高橋ナツコ          | 大上相馬             | 新井伸浩             | 岩倉和憲                   |
| Story 9  | キズアト               | ハラダサヤカ        | 橋本敏一             | 橋本敏一             | 植田和幸                   |
| Story 10 | 慟哭                   | ハラダサヤカ        | 滝川和男             | 平田豊               | 佐々木睦美                 |
| Story 11 | 儚く強く尊いもの       | 高橋ナツコ          | 大上相馬             | 松澤建一             | 松浦麻衣                   |
| Story 12 | “二人”ということ       | 高橋ナツコ 渡邊大輔 | 島津裕行             | 高島大輔             | 木本茂樹                   |
| Story 13 | 運命の皮肉             | ハラダサヤカ        | そーとめこういちろう | そーとめこういちろう | 岩倉和憲 木本茂樹          |
| Story 14 | 契約という名の鎖       | 高橋ナツコ          | 滝川和男             | 鈴木健太郎           | 緒方浩美                   |
| Story 15 | 決意、そして…          | 高橋ナツコ          | 島津裕行             | 中山敦史             | 菊池政芳                   |
| Story 16 | 凍結された時間         | ハラダサヤカ        | 田辺泰裕             | 田辺泰裕             | 佐々木睦美                 |
| Story 17 | 桜                     | 渡邊大輔            | 矢島サコ美           | 橋本敏一             | 冷水由紀絵                 |
| Story 18 | あなたのいない世界     | 高橋ナツコ          | 奥村よしあき         | 新井伸浩             | 松浦麻衣                   |
| Story 19 | 復讐の戒めの手（ペア） | ハラダサヤカ        | そーとめこういちろう | 高島大輔             | 木本茂樹                   |
| Story 20 | 罪と罰と約束と         | 渡邊大輔            | 桜美かつし           | 平田豊               | 佐々木睦美                 |
| Story 21 | 消えぬ面影             | ハラダサヤカ        | 滝川和男             | 鈴木健太郎           | 熊田明子 山田裕子          |
| Story 22 | 決戦へ…                | 高橋ナツコ          | 二瓶勇一             | そーとめこういちろう | 緒方浩美 高澤美佳 冨田収子 |
| Story 23 | 裏切りの戦い           | 高橋ナツコ          | そーとめこういちろう | 新井伸浩             | 冷水由紀絵                 |
| Story 24 | 心ヲツナグ者…          | 高橋ナツコ          | 滝川和男 桜美かつし  | 桜美かつし 高島大輔  | 松浦麻衣 中山由美          |

### 放送局
| 放送地域 | 放送局                  | 放送期間                     | 放送日時           | 放送系列       | 備考            |
| -------- | ----------------------- | ---------------------------- | ------------------ | -------------- | --------------- |
| 千葉県   | チバテレビ              | 2010年4月11日 - 9月19日      | 日曜 24:00 - 24:30 | 独立局         |                 |
| 埼玉県   | テレ玉                  | 2010年4月11日 - 9月19日      | 日曜 25:30 - 26:00 | 独立局         |                 |
| 神奈川県 | tvk                     | 2010年4月12日 - 9月20日      | 月曜 25:15 - 25:45 | 独立局         |                 |
| 兵庫県   | サンテレビ              | 2010年4月13日 - 9月21日      | 火曜 24:00 - 24:30 | 独立局         |                 |
| 愛知県   | テレビ愛知              | 2010年4月13日 - 9月21日      | 火曜 26:28 - 26:58 | テレビ東京系列 |                 |
| 京都府   | KBS京都                 | 2010年4月14日 - 9月22日      | 水曜 25:00 - 25:30 | 独立局         |                 |
| 東京都   | TOKYO MX                | 2010年4月14日 - 9月22日      | 水曜 25:30 - 26:00 | 独立局         |                 |
| 福岡県   | TVQ九州放送             | 2010年4月15日 - 9月23日      | 木曜 25:53 - 26:23 | テレビ東京系列 |                 |
| 日本全域 | アニメNewtypeチャンネル | 2010年4月16日 - 9月24日      | 金曜 更新          | ネット配信     | Story 1は無料。 |
| 日本全域 | BS11                    | 2010年8月6日 - 2011年1月21日 | 金曜 24:00 - 24:30 | BS放送         | ANIME+枠        |

## ゲーム
『裏切りは僕の名前を知っている -黄昏に堕ちた祈り-』のタイトルで、2010年10月28日に発売。PlayStation 2対応のアドベンチャーゲームで、アニメ版の裏で起こったオリジナルストーリーで構成されている。

### あらすじ（ゲーム）
養護施設を離れ、“黄昏館”での生活を始めた夕月。そんな中、謎の悪魔による連続殺人事件が発生し調査をすることになる。

### オリジナルキャラクター
フライナハト
声 - 檜山修之
何者かに召喚された中級悪魔（ミッドヴィルン）。
玉響 夏陽（たまゆら なつひ）
声 - ささきのぞみ
中学生の少女。
玉響 彩臥（たまゆら さいが）
声 - 最上嗣生
夏陽の父。研究者。

## 舞台
2011年12月に第1弾、2012年8月に第2弾、2012年11月に第3弾の公演が行われた。なお、第3弾は原作者によるオリジナルストーリーで、原作第7巻から第8巻の間の出来事であり、叢雨姉弟の過去が明らかになる。3作全てDVD化されている。サウンドトラックCDも3作それぞれ発売した。
公演日程
- 裏切りは僕の名前を知っている Vol.1 -キミという名の光の中で-（2011年12月21日 - 12月25日、博品館劇場）
- 裏切りは僕の名前を知っている Vol.2 -許されざる望みの彼方へ-（2012年8月1日 - 8月5日、前進座劇場）
- 裏切りは僕の名前を知っている Vol.3 -深紅にとけゆく想いの果てに-（2012年11月18日 - 11月25日、シアター1010）

スタッフ
- 原作 - 小田切ほたる
- 協力 - 角川書店／ニッポン放送
- 演出 - 滝井サトル
- 音楽 - 和田俊輔
- 企画・製作 - NoH-Ra（ノーラ）

キャスト（アンサンブルとダンサーのみ各回ごと記載）
主要キャストは#登場人物を参照。
- 宇筑 - 宜野座新（vol.1）
- バユー - 高樹京士郎（vol.1）
- 江泰芽華 - 森岡里世（vol.2）
- 渡郷弁護士 - ウチクリ内倉（vol.2）
- 倉科紗羅 - 嘉陽愛子（vol.3）
- 紗羅の父 - 杜十慧（vol.3）
- バスキア - 大高雄一郎（vol.3）
- 緋室芳夜／クライム・シザー（オリジナルキャラクター） - 法月康平（vol.3）
- アンサンブル、ダンサー（vol.1） - 井上仁徳、前島綾介、三澤亮介、大原実紗、風地カンナ、筒井絵理奈、福島悠介　ほか
- アンサンブル（vol.2） - 鈴木智久、福島悠介、橋本顕
- ダンサー（vol.2） - 清水夏生、長澤仙明、米澤一平、榎本愛子、斎藤志野、山崎涼子
- アンサンブル（vol.3） - 鈴木智久、橋本顕、福島悠介、菊池祐太、大和立、水明潤乎、筒井絵理奈、鳥部万里子、藤崎彩香
- ダンサー（vol.3） - 貝塚さゆり、榎本愛子、齋藤志野、JUE、長谷麻美

## 関連商品

### 書籍（単行本）
1. 2006年7月26日、ISBN 4-04-853971-X
2. 2007年5月24日、ISBN 978-4-04-854090-2
3. 2007年11月26日、ISBN 978-4-04-854135-0
4. 2008年6月26日、ISBN 978-4-04-854187-9
5. 2009年1月26日、ISBN 978-4-04-854276-0
6. 2009年8月26日、ISBN 978-4-04-854360-6
7. 2010年3月26日、ISBN 978-4-04-854441-2
8. 2010年10月26日、ISBN 978-4-04-854543-3
9. 2011年9月26日、ISBN 978-4-04-854687-4
10. 2012年6月5日、ISBN 978-4-04-130003-9（限定版）/ 2012年6月25日、ISBN 978-4-04-120264-7（通常版）
11. 2012年10月25日、ISBN 978-4-04-120469-6
12. 2016年8月26日、ISBN 978-4-04-104089-8
13. 2017年5月23日、ISBN 978-4-04-105532-8

- 舞台版シナリオブック『裏切りは僕の名前を知っている 深紅にとけゆく想いの果てに』 2013年6月26日、ISBN 978-4-04-120752-9

### 小説版
アニメ版のノベライズ。挿絵はアニメ本編やOP・ED映像から流用している。角川ビーンズ文庫刊。
- 裏切りは僕の名前を知っているI （2010年6月1日、ISBN 978-4-04-455012-7）
- 裏切りは僕の名前を知っているII （2010年10月1日、ISBN 978-4-04-455024-0） 
  - 著者 - 藤谷燈子
  - イラスト - 松浦麻衣
  - 原案 - 小田切ほたる

### イラスト集
- 裏切りは僕の名前を知っているイラスト集 PHOSPHOR（角川書店、2011年3月28日初版発行、ISBN 978-4-04-854566-2）

### ドラマCD
| 枚  | 発売日         | タイトル                                           | 規格品番   |
| --- | -------------- | -------------------------------------------------- | ---------- |
| 1st | 2010年6月30日  | 裏切りは僕の名前を知っている オリジナル・ドラマCD1 | VTCL-60198 |
| 2nd | 2010年7月28日  | 裏切りは僕の名前を知っている オリジナル・ドラマCD2 | VTCL-60203 |
| 3rd | 2010年8月25日  | 裏切りは僕の名前を知っている オリジナル・ドラマCD3 | VTCL-60204 |
| 4th | 2010年11月24日 | 裏切りは僕の名前を知っている オリジナル・ドラマCD4 | VTCL-60205 |

### 音楽CD
| 枚               | 発売日        | タイトル                             | 規格品番   |          |          |          |
| シングル         | シングル      | シングル                             | シングル   | シングル | シングル | シングル |
| ---------------- | ------------- | ------------------------------------ | ---------- | -------- | -------- | -------- |
| 1st              | 2010年5月26日 | 裏切りのない世界まで/蒼い糸          | VTCL-35086 |          |          |          |
| 2nd              | 2010年8月4日  | イニシエ/絆                          | VTCL-35091 |          |          |          |
| サウンドトラック |               |                                      |            |          |          |          |
| 1st              | 2010年7月7日  | 裏切りは僕の名前を知っている O.S.T   | VTCL-60199 |          |          |          |
| 2nd              | 2010年9月8日  | 裏切りは僕の名前を知っている O.S.T.2 | VTCL-60208 |          |          |          |

### DVD
いずれも角川書店より発売。各巻2話収録。限定版・通常版の発売と共にレンタルDVDも同時にリリースされた。片面1層・MPEG-2・1枚 
| 1st | 2010年6月25日  | 裏切りは僕の名前を知っている 1  | KABA-7201（限定版） KABA-7301（通常版） |
| 2nd | 2010年7月23日  | 裏切りは僕の名前を知っている 2  | KABA-7202（限定版） KABA-7302（通常版） |
| 3rd | 2010年8月27日  | 裏切りは僕の名前を知っている 3  | KABA-7203（限定版） KABA-7303（通常版） |
| 4th | 2010年9月24日  | 裏切りは僕の名前を知っている 4  | KABA-7204（限定版） KABA-7304（通常版） |
| 5th | 2010年10月22日 | 裏切りは僕の名前を知っている 5  | KABA-7205（限定版） KABA-7305（通常版） |
| 6th | 2010年11月26日 | 裏切りは僕の名前を知っている 6  | KABA-7206（限定版） KABA-7306（通常版） |
| 7th | 2010年12月24日 | 裏切りは僕の名前を知っている 7  | KABA-7207（限定版） KABA-7307（通常版） |
| 8th | 2011年1月28日  | 裏切りは僕の名前を知っている 8  | KABA-7208（限定版） KABA-7308（通常版） |
| 9th | 2011年2月25日  | 裏切りは僕の名前を知っている 9  | KABA-7209（限定版） KABA-7309（通常版） |
| 10th | 2011年3月25日  | 裏切りは僕の名前を知っている 10 | KABA-7210（限定版） KABA-7310（通常版） |
| 11th | 2011年4月28日  | 裏切りは僕の名前を知っている 11 | KABA-7211（限定版） KABA-7311（通常版） |
| 12th | 2011年5月27日  | 裏切りは僕の名前を知っている 12 | KABA-7212（限定版） KABA-7312（通常版） |
| 限定版豪華特典 |                |                                 |                                         |
| 「裏僕」Specialty Perfume 〜Luka Crosszeria〜 ルカの甘い香り香水付きストラップ（1巻） 小田切ほたる描きおろしジャケットイラスト（全巻） 豪華版ブックレット「裏僕グリムワール」（全巻、スペシャルキャストインタビュー） ピクチャーレーベル（全巻） 全巻購入特典応募券（1〜6巻） 特典ディスク封入（2巻〜） 映像特典（4巻〜） キラキラポストカード（9巻〜）、カードスタンド（9巻） |                |                                 |                                         |

### イベント
オフィシャルイベント「裏切りは僕の名前を知っている -ワルプルギスの宴-」が2010年6月27日に世田谷区民会館にて開催されDVDがリリースされている。